# Paraceras crispum
Paraceras crispum är en loppart som först beskrevs av Jordan et Rothschild 1911.  Paraceras crispum ingår i släktet Paraceras och familjen fågelloppor. Inga underarter finns listade i Catalogue of Life.